# Giro di Campania 1990
Il Giro di Campania 1990, cinquantottesima edizione della corsa, si svolse il 23 aprile 1990 su un percorso di 189 km. La vittoria fu appannaggio dell'italiano Franco Ballerini, che completò il percorso in 4h36'47", precedendo i connazionali Stefano Colagè e Antonio Fanelli.
Sul traguardo di Caserta 34 ciclisti, su 107 partiti, portarono a termine la competizione.

## Ordine d'arrivo (Top 10)
| Pos. | Corridore         | Squadra                   | Tempo    |
| ---- | ----------------- | ------------------------- | -------- |
| 1    | Franco Ballerini  | Del Tongo-Rex             | 4h36'47" |
| 2    | Stefano Colagè    | Jolly Componibili-Club 88 | s.t.     |
| 3    | Antonio Fanelli   | Selle Italia-Eurocar      | s.t.     |
| 4    | Dario Mariuzzo    | Ariostea                  | s.t.     |
| 5    | Massimo Ghirotto  | Carrera-Vagabond          | s.t.     |
| 6    | Angelo Canzonieri | Gis Gelati-Benotto        | s.t.     |
| 7    | Marco Vitali      | Frank-Toyo                | s.t.     |
| 8    | Sergio Carcano    | Ariostea                  | s.t.     |
| 9    | Gianluca Pierobon | Malvor-Sidi               | s.t.     |
| 10   | Giancarlo Perini  | Carrera-Vagabond          | s.t.     |